# Péter Bajzát
Péter Bajzát (né le 22 juin 1981 à Eger en Hongrie) est un joueur de football hongrois.

## Palmarès
- Joueur de l'année en Hongrie: 2008
- Meilleur buteur du championnat hongrois:

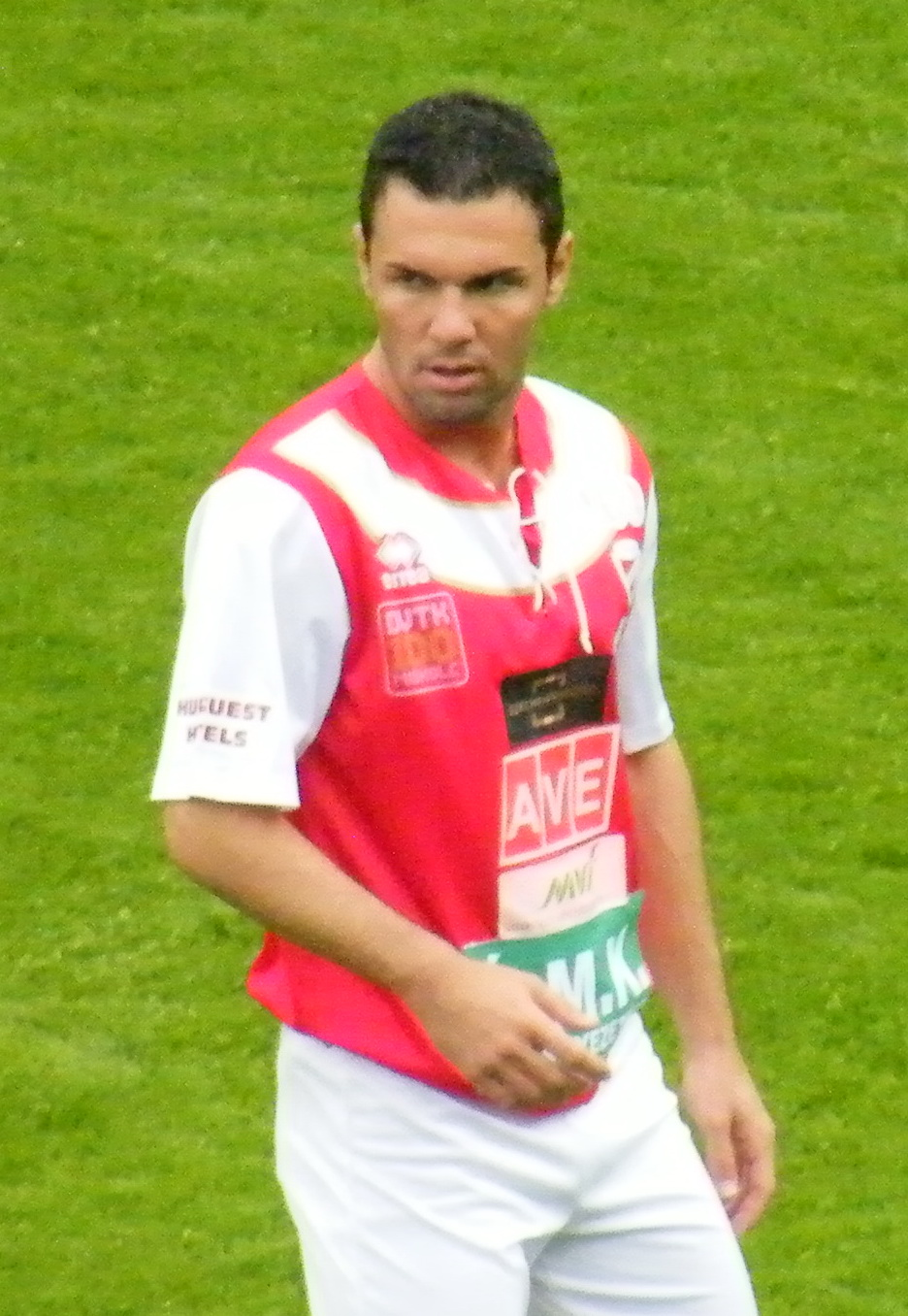

  - 2006-07 avec 18 buts
  - 2008/09 avec 20 buts